# Synagoga Nazareth
Synagoga Nazareth (francouzsky Synagogue Nazareth) je nejstarší dochovaná synagoga v Paříži. Nachází se v historické čtvrti Marais ve 3. obvodu v ulici Rue Notre-Dame-de-Nazareth č. 15. Názvy synagog se v Paříži odvozují obvykle podle ulice, ve které sídlí. Tato synagoga se však nazývá jen Nazareth, protože název ulice Notre-Dame-de-Nazareth (Panny Marie Nazaretské) zní příliš „křesťansky“. Synagoga byla vysvěcena v roce 1852, od 3. července 1986 je historickou památkou. Vzhledem k židům původem ze severní Afriky žijícím v okolí, je synagoga sefardského ritu.

## Historie
V roce 1819 získala židovská obec pozemek ležící mezi ulicemi Rue du Vertbois a Rue Notre-Dame-de-Nazareth a získala povolení francouzského krále Ludvíka XVIII., vystavět na něm synagogu. Parcela ležela ve čtvrti Marais, kde se usadila početná skupina židů již v 18. století. Stavbou byl pověřen architekt Sandrié de Jouy. Stavba byla zahájena v roce 1822. V roce 1848 však byly zjištěny nedostatky v konstrukci budovy a roku 1850 musela být synagoga uzavřena. Budova byla za finančního přispění francouzského bankéře Jamese Rothschilda přestavěna podle plánů Alexandra Thierryho (1810–1890) a v roce znovu 1852 otevřena. Až do otevření Velké synagogy v ulici Rue de la Victoire byla hlavní synagogou pařížských židů. Se svými 1200 místy však brzy přestala kapacitně vyhovovat. Vzhledem k velkému příchodu židů ze severní Afriky během 20. století je synagoga sefardského ritu.

## Architektura
Architekt Alexandre Thierry použil pro synagogu ocelovou konstrukci, což bylo v té době pro sakrální stavby velmi neobvyklé. Samotná synagoga je od ulice oddělena zdí se třemi portály. Na prostředním největším je nápis „Liberté, Égalité, Fraternité“ (Rovnost, volnost, bratrství). Průčelí synagogy je opatřeno rozetou se symbolem Davidovy hvězdy. Na štítu jsou hodiny, které mají místo číselníku znamení zvěrokruhu.
Interiér tvoří hlavní loď a malé boční lodě vymezené dvěma řadami šesti arkád. Těchto dvanáct oblouků symbolizuje dvanáct izraelských kmenů. Štíhlé litinové sloupy nesou emporu. Chór je zvýšený o čtyři schody a oddělen pozlaceným zábradlím. Uprostřed chóru se nachází bima, v jeho závěru pak mramorový Aron ha-kodeš (schrána na Tóru). Na vrcholku schránky jsou desky s desaterem. Strop, ve kterém jsou rozety, a stěny jsou barevně vymalované a vyzdobené hebrejskými nápisy. Synagoga má rovněž varhany, které jinak v ortodoxních synagogách nejsou povoleny.